# Not So Tough Now
Not So Tough Now is het tweede studioalbum van de Australische punkband Frenzal Rhomb. Het album werd uitgegeven in juli 1996 via Shagpile Records in Australië en door Blackout! Records op 5 augustus 1997 in de Verenigde Staten. Not So Tough Now is het laatste album waar gitarist Ben Costello aan heeft meegewerkt. Hij werd kort na de uitgave van het album vervangen door Lindsay McDougall. Het album kent een hidden track dat zich uitspreidt van track 18 tot en met 53 en is onderverdeeld in korte tracks van meestal vier seconden lang.

## Nummers
De titels van track 18 tot en met 53 zijn niet in deze lijst opgenomen.
1. "**" (ook wel "International Bidding War") - 0:27
2. "Punch In The Face" - 1:44
3. "Disappointment" - 1:37
4. "Parasite" - 1:58
5. "Wasted" - 1:39
6. "Not So Tough Now" - 1:52
7. "Jesus" - 1:51
8. "Uncle Ken" - 2:08
9. "Not Your Thyme" - 1:59
10. "Wrong is Right" - 1:42
11. "Human Excreta" - 0:22
12. "Urban Myth" - 1:39
13. "Pants" - 0:59
14. "You Are a Knob" - 2:42
15. "Here Today Gone Late Today" - 1:58
16. "Big Brother" - 2:30
17. "Wish You Were There" - 1:51

## Band
- Alexis Feltham - basgitaar
- Nat Nykyruj - drums
- Ben Costello - gitaar
- Jason Whalley - zang, gitaar